# Соболев, Иван Панфилович
Иван Панфилович Соболев (23 сентября 1933, Ленинград — 11 мая 1995, Санкт-Петербург) — советский боксёр, чемпион и призёр чемпионатов СССР, призёр чемпионата Европы, мастер спорта СССР (1956, звание получил как представитель ВМФ (Севастополь)).

## Биография
Родился и жил в Ленинграде.
Увлёкся боксом в 1951 году в ремесленном училище под руководством С. Лахоткина. Позже был подопечным заслуженных тренеров Георгия Ивановича Шевалдышева и Юрия Владимировича Баканова.
Выступал за «Трудовые резервы» (Ленинград). В 1958-1962 годах входил с сборную команду СССР.
С 1957 года работал тренером в обществах «Трудовые резервы» и «Спартак».
Похоронен на Сестрорецком кладбище.

## Спортивные результаты
- Чемпионат СССР по боксу 1957 года — ;
- Чемпионат СССР по боксу 1960 года — ;
- Чемпионат СССР по боксу 1962 года — ;
- Бокс на летней Спартакиаде народов СССР 1963 года — ;